# بقيات
بقيات أو بق الخفاش أو فصيلة سيميسيدي (الاسم العلمي: Cimicidae)، هي فصيلة حشرات طفيلية صغيرة التي تتغذى حصرًا على دم الحيوانات ذوات الدم الحار. تضم نحو 90 نوع.